# Aeroporto di Casablanca-Anfa
L'Aeroporto di Casablanca-Anfa (IATA: CAS, ICAO: GMMC) era un aeroporto marocchino situato a circa 6 km a sud-ovest dal centro della città di Casablanca, in località Anfa, già cittadina del circondario di Casablanca ed ora integrata nella struttura cittadina. La struttura era dotata di un'unica pista in asfalto lunga 2 104 m e larga 45 m, ad un'altitudine di 62 m (203 ft) e con orientamento 08/26.
L'aeroporto cessò tutte le sue attività nel 2007.

## Storia
Costruito nel 1920 dal governo coloniale francese, l'aeroporto di Anfa è la principale aerostazione di Casablanca da quando l'aeronautica statunitense chiuse la propria base a Nouaceur nel 1959. La Nouasseur Air Base fu quindi rinominata in Mohammed V International Airport ed ampliata nel corso degli anni per ricevere il traffico di grandi aerei jet.
Durante la seconda guerra mondiale, l'aeroporto di Anfa fu acquisito dal governo francese di Vichy e utilizzato come aeroporto e base aerea per l'Armée de l'air de l'armistice, l'aeronautica militare francese di quel periodo, per operazioni limitate dalle convenzioni dettate dall'armistizio con la Germania nazista. Fu utilizzato anche da Deutsche Lufthansa e per trasporti militari tedeschi. È stato inoltre immortalato nel film del 1942, Casablanca.